# Marta Piotrowska
Marta Piotrowska z d. Langner (ur. 29 grudnia 1991 w Zduńskiej Woli) – polska niepełnosprawna lekkoatletka specjalizująca się w biegach sprinterskich i skoku w dal, srebrna medalistka mistrzostwa świata,  dwukrotna mistrzyni Europy. Występuje w klasyfikacji T37.
Jest żoną Pawła Piotrowskiego.

## Życiorys
Marta urodziła się z prawostronnym porażeniem mózgowym.
W 2008 roku na swoich pierwszych igrzyskach paraolimpijskich w Pekinie zajęła piąte miejsce w biegu na 100 metrów (T37) i siódme na dwukrotnie dłuższym odcinku. Trzy lata później została wicemistrzynią świata w Christchurchu w skoku w dal (F38).
Na mistrzostwach Europy w 2012 roku w Stadskanaal została mistrzynią Europy w skoku w dal (F37). Tego samego roku w Londynie podczas igrzysk paraolimpijskich zajęła szóste miejsce w skoku w dal (F37/38).
W 2017 roku zdobyła brązowy medal mistrzostw świata w Londynie w skoku w dal (T37), osiągając swój nowy rekord życiowy – 4,37 m. Następnego roku podczas mistrzostw Europy w Berlinie ponownie została mistrzynią w skoku w dal (T37).
Na mistrzostwach świata w 2019 roku w Dubaju zdobyła brązowy medal w skoku w dal (T37), uzyskując odległość 4,45 m w piątym podejściu.

## Wyniki
| Rok  | Zawody                   | Miejscowość  | Konkurencja              | Wynik       | Pozycja     |
| ---- | ------------------------ | ------------ | ------------------------ | ----------- | ----------- |
| 2008 | Igrzyska paraolimpijskie | Pekin        | Bieg na 100 metrów (T37) | 14,94       | 5. miejsce  |
| 2008 | Igrzyska paraolimpijskie | Pekin        | Bieg na 200 metrów (T37) | 31,25       | 7. miejsce  |
| 2011 | Mistrzostwa świata       | Christchurch | Bieg na 100 metrów (T37) | 14,60       | 5. miejsce  |
| 2011 | Mistrzostwa świata       | Christchurch | Bieg na 200 metrów (T37) | 31,46 (el.) | 10. miejsce |
| 2011 | Mistrzostwa świata       | Christchurch | Skok w dal (F38)         | 4,33        | 2. miejsce  |
| 2012 | Mistrzostwa Europy       | Stadskanaal  | Bieg na 100 metrów (T37) | DNF         | DNF         |
| 2012 | Mistrzostwa Europy       | Stadskanaal  | Skok w dal (F37)         | 4,27        | 1. miejsce  |
| 2012 | Igrzyska paraolimpijskie | Londyn       | Bieg na 100 metrów (T37) | 15,00 (el.) | 13. miejsce |
| 2012 | Igrzyska paraolimpijskie | Londyn       | Skok w dal (F37/38)      | 4,20        | 6. miejsce  |
| 2013 | Mistrzostwa świata       | Lyon         | Bieg na 100 metrów (T37) | 15,15 (el.) | 10. miejsce |
| 2013 | Mistrzostwa świata       | Lyon         | Skok w dal (T37/38)      | 4,10        | 5. miejsce  |
| 2014 | Mistrzostwa Europy       | Swansea      | Bieg na 100 metrów (T37) | 15,09       | 7. miejsce  |
| 2014 | Mistrzostwa Europy       | Swansea      | Skok w dal (T37)         | 4,25        | 4. miejsce  |
| 2015 | Mistrzostwa świata       | Doha         | Bieg na 200 metrów (T37) | 32,94       | 8. miejsce  |
| 2015 | Mistrzostwa świata       | Doha         | Bieg na 400 metrów (T37) | DNF         | DNF         |
| 2015 | Mistrzostwa świata       | Doha         | Skok w dal (T37)         | 4,04        | 6. miejsce  |
| 2016 | Mistrzostwa Europy       | Grosseto     | Bieg na 100 metrów (T37) | DNF         | DNF         |
| 2016 | Mistrzostwa Europy       | Grosseto     | Skok w dal (T37)         | 4,20        | 4. miejsce  |
| 2017 | Mistrzostwa świata       | Londyn       | Bieg na 100 metrów (T37) | 15,31 (el.) | 11. miejsce |
| 2017 | Mistrzostwa świata       | Londyn       | Skok w dal (T37)         | 4,37        | 3. miejsce  |
| 2018 | Mistrzostwa Europy       | Berlin       | Bieg na 100 metrów (T37) | 14,86       | 4. miejsce  |
| 2018 | Mistrzostwa Europy       | Berlin       | Skok w dal (T37)         | 4,51        | 1. miejsce  |
| 2019 | Mistrzostwa świata       | Dubaj        | Bieg na 100 metrów (T37) | 14,96 (el.) | 13. miejsce |
| 2019 | Mistrzostwa świata       | Dubaj        | Skok w dal (T37)         | 4,45        | 3. miejsce  |